# Ali Suliman
Ali Suliman (em árabe: علي سليمان , em hebraico: עלי סלימאן ; nascido em 10 de outubro de em 1977) é um ator israelense de origem palestina. Ele é conhecido por seu trabalho na série Jack Ryan e no filme Paradise Now.

## Vida pessoal
Ali nasceu em Nazaré, Israel, em uma família palestina-muçulmana . 
Ele se formou na Escola de Atuação Yoram Loewenstein e começou sua carreira no teatro.

## Carreira
Em 2005, ele conseguiu o papel principal no filme palestino Paradise Now, que ganhou o Globo de Ouro de Melhor Filme Estrangeiro e foi indicado ao Oscar na mesma categoria.
Em 2007, ele teve participação no filme O Reino (2007). Ele apareceu também em Lemon Tree (2008), interpretou o papel de Omar Sadiki em Body of Lies (2008), um jovem palestino em The Time That Remains (2009), um cirurgião em The Attack (2013), Gulab em Lone Survivor (2013) e o General Qamish em The Looming Tower (2018). Em 2018, ele interpretou Mousa Bin Suleiman na série de ação e suspense Jack Ryan da Amazon Prime Video.

## Filmografia
| Ano  | Título                       | Papel             | Notas                                                      |
| ---- | ---------------------------- | ----------------- | ---------------------------------------------------------- |
| 1996 | Chronicle of a Disappearance | The Man           |                                                            |
| 2004 | The Syrian Bride             | Syrian Officer    |                                                            |
| 2005 | Paradise Now                 | Khaled            |                                                            |
| 2007 | The Kingdom                  | Sergeant Haytham  |                                                            |
| 2008 | The Prince of Venice         | Waleed            | Curta                                                      |
| 2008 | Lemon Tree                   | Ziad Daud         |                                                            |
| 2008 | Body of Lies                 | Omar Sadiki       |                                                            |
| 2009 | The Time That Remains        | Eliza's Boyfriend |                                                            |
| 2011 | The Last Friday              | Yousef            |                                                            |
| 2011 | Do Not Forget Me Istanbul    | Fayiz             |                                                            |
| 2012 | The Attack                   | Amin Jaafari      |                                                            |
| 2012 | Inheritance                  | Marwan            |                                                            |
| 2012 | Cruel Summer                 | King              | Curta                                                      |
| 2012 | Zaytoun                      | Syrian Officer    |                                                            |
| 2013 | Everywhere But Here          | Salach            |                                                            |
| 2013 | Lone Survivor                | Gulab             |                                                            |
| 2014 | Flying Home                  | Sheikh            |                                                            |
| 2014 | A Borrowed Identity          | Salah             |                                                            |
| 2014 | Mars at Sunrise              | Khaled            |                                                            |
| 2015 | Rattle the Cage              | Dabaan            |                                                            |
| 2016 | Harmonia                     | Daod              |                                                            |
| 2017 | The Escape                   | Cabir             |                                                            |
| 2019 | The River                    |                   | Pós-produção                                               |
| 2019 | It Must Be Heaven            |                   |                                                            |
| 2020 | 200 Meters                   | Mustafa           |                                                            |
| 2021 | Farha                        | Abu Walid         |                                                            |
| 2022 | The Swimmers                 | Ezzat Mardini     |                                                            |
| 2024 | Arthur the King              | Chik              |                                                            |
| 2025 | Yunan                        |                   | Premiere no Festival Internacional de Berlim em fevereiro. |

## Televisão
- 2011 : Homeland
- 2011 : A Promessa
- 2017 : The state
- 2018 : Jack Ryan
- 2018 : The Looming Tower
- 2025 : House of David
- A definir : Prime target

## Prêmios
| Ano  | Resultado | Prêmio                                         | Categoria   | Trabalho               |
| ---- | --------- | ---------------------------------------------- | ----------- | ---------------------- |
| 2015 | Venceu    | Festival Internacional de Cinema de Alexandria | Melhor Ator | Marte ao nascer do sol |
| 2011 | Venceu    | Festival Internacional de Cinema de Dubai      | Melhor Ator | A última sexta-feira   |
| 2012 | Venceu    | Festival de Cinema de Cartago                  | Melhor Ator | A última sexta-feira   |